# Héloup
Héloup é uma comuna francesa na região administrativa da Normandia, no departamento Orne. Estende-se por uma área de 12,94 km². Em 2010 a comuna tinha 936 habitantes (densidade: 72,3 hab./km²).